# Nova Brasilândia D'Oeste
Nova Brasilândia D'Oeste este un oraș în Rondônia (RO), Brazilia.